# Poluotok Schmidt (Sahalin)
Poluotok Schmidt (rus. Полуостров Шмидта) je poluotok u Sahalinskoj oblasti u Ruskoj Federaciji. To je najsjevernija točka otoka Sahalin i nalazi se sjeverno od grada Ohe.

## Povijest
Autohtoni narod Nivh sa sjevernog Sahalina poluotok zove Mif-Tyongr (Миф-тёнгр), što znači "glava zemlje". Ime Schmidtov poluotok odabrao je geolog N. Tihonovič 1908. godine u čast kolege geologa Fyodora Schmidta koji je posjetio Sahalin 1866. godine. Prethodno je na određenim kartama nosio naziv "poluotok svete Elizabete". Rt Elizabeth i Cape Mary (rus. мыс Марии), dva glavna rta poluotoka, imenovao je 1805. admiral ruske mornarice Ivan Kruzenshtern (1770. – 1846.).

## Geografija
Poluotok Schmidt je sjeverni kraj otoka Sahalina. Dva približno paralelna planinska lanca protežu se u smjeru SSZ/JJI. Planine su prekrivene šumama ariša i smreke, a odvojene su močvarnom dolinom. Rt Elizabeth nalazi se na sjevernom kraju Istočnog lanca, a Cape Mary, sjeverozapadni rt, na sjevernom kraju nižeg Zapadnog lanca. Između njih nalazi se zaljev Severni. Na zapadu se nalazi Sahalinski zaljev, a na istoku i sjeveru Ohotsko more. Najviša točka poluotoka planina Tri Brata (623 m), koja se uzdiže u istočnom lancu.

## Vanjske poveznice
|  | Zajednički poslužitelj ima još gradiva o temi Poluotok Schmidt (Sahalin) |